# Elland Road
Elland Road és un estadi de futbol de la ciutat de Leeds, al comtat de Yorkshire de l'Oest al Regne Unit. En aquest estadi juga els seus partits com a local el Leeds United FC que participa en la Football League Championship.
L'estadi té una capacitat de 40.242 persones i fou inaugurat l'any 1897. En l'actualitat ocupa l'onzè lloc en la llista dels estadis de futbol més grans de Regne Unit.
Elland Road és a més un dels principals estadis de rugbi 13 del Regne Unit. Serveix com a seu dels partits de la selecció d'Anglaterra, i va albergar la final del Tres Nacions / Quatre Nacions de 2001, 2005, 2009 i 2011. Igualment, els Leeds Rhinos de la Super League van usar l'estadi per la World Club Challenge de 2005, 2008, 2009 i 2010.

## Esdeveniments internacionals

### Eurocopa de 1996
Fou una de les seus de l'eurocopa d'Anglaterra, juntament amb St. James' Park, del Grup B on estaven incloses les seleccions de França, Espanya, Romania i Bulgària.
| 9 juny de 1996     | Espanya | 1-1 | Bulgària |
| 15 de juny de 1996 | França  | 1-1 | Espanya  |
| 18 de juny de 1996 | Romania | 1-2 | Espanya  |

### Copa del món de Rugbi de 2015
Fou una de les seus de la Copa del món de Rugbi de 2015:
| 26 setembre 2015 | Itàlia  | - | Canadà       |
| 27 setembre 2015 | Escòcia | - | Estats Units |

## Altres usos
A Elland Road s'hi han celebrat concerts en diverses ocasions, sent el primer el 1982 amb la banda Queen. Altres concerts destacats van ser els d'U2 l'any 1987 i Happy Mondays el 1991.